# Николаев, Сергей Геннадьевич
Сергей Геннадьевич Николаев (род. 8 июня 1972, Саратов) — советский и российский хоккеист. Мастер спорта России международного класса.

## Биография
Воспитанник саратовского хоккея. Стал основным вратарём команды второй лиги чемпионата СССР «Химик» (Энгельс) в возрасте 16 лет. В сезонах 1988/89 и 1989/90 годов провёл за «Химик» 104 матча.
Выступал в командах: «Химик» (Энгельс), «Кристалл» (Саратов), «Торпедо» (Ярославль), «Химик» (Воскресенск), «Лада» (Тольятти), «Северсталь» (Череповец), СКА (Санкт-Петербург), «Салават Юлаев» (Уфа), «Сибирь» (Новосибирск), «Металлург» (Новокузнецк), «Ак Барс» (Казань).
3-кратный чемпион России (1996, 2009, 2010 гг.). Серебряный призер чемпионата России (1997 г.). Обладатель Кубка Европы (1997 г.).
С 2018 по 2020 директор саратовской хоккейной школы «Кристалл».
Сын Илья также хоккеист.

## Достижения
- Чемпион России (1996)
- Обладатель Кубка Гагарина (2009, 2010) в составе казанского «Ак Барса»
- Серебряный призёр чемпионата России (1997)
- Обладатель Кубка европейских чемпионов (1997)
- Победитель турнира на призы газеты «Известия» в составе олимпийской сборной России (1992)